# Lepidasthenia vietnamica
Lepidasthenia vietnamica  (лат.) — вид морских многощетинковых червей семейства Polynoidae из отряда Phyllodocida.

## Распространение
Тихий океан: Тонкинский залив, побережье Вьетнама. Lepidasthenia vietnamica обнаружен на глубине 53 м.

## Описание
Длина тела до 20 мм при ширине — до 1,4 мм (без параподий). Передняя пара глаз крупнее задней пары. На вентральной стороне параподий находятся папиллы. Все элитры примерно одинакового размера. Сегментов около 70.. Пальпы гладкие. Циррофоры и элитрофоры короткие. Нотоподия недоразвитая. Головная лопасть с тремя тонкими щупальцами (одно медиальное и два латеральных). Простомиум разделён медиальным желобком на две части. Параподии двуветвистые. Все щетинки (сеты) простые
.